# Alnwick
Alnwick (pronunciat /ˈænᵻk/) és un municipi del Regne Unit, que pertany al comtat de Northumberland (Anglaterra), del qual és la capital. Encara que hi ha proves d'haver estat habitat en època celta, aquesta ciutat data de quan es va construir un castell. Situada a prop de la frontera amb Escòcia, el lloc va ser l'escenari de cruentes batalles i fou també escollida per pactar treves. Actualment el castell és encara el seu edifici més emblemàtic i un centre d'atracció de visitants.

## Geografia
Alnwick està a la riba sud del riu Aln, a 32 milles (51 km) al sud de Berwick-upon-Tweed on el riu marca la frontera no oficial entre Escòcia i Anglaterra. La mar del Nord es troba a 5 milles (8 km) cap a l'est. Al sud està la població de Newcastle upon Tyne, a 34 milles (55 km). Històricament estava parcialment repartida en dues divisions electorals: Bamburgh Ward i Coquetdale Ward, però el 1832 va ser totalment inclosa en la divisió est de Coquetdale Ward.

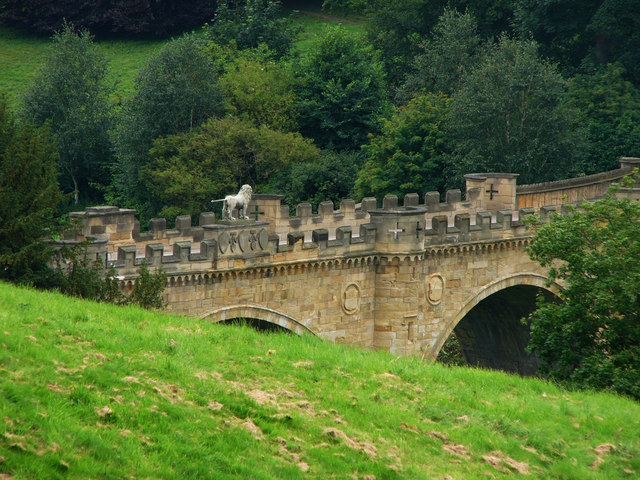
Pont del lleó sobre el riu Aln.

El territori no és pla sinó bastant irregular, hi ha erms a la zona oest que arriben als 808 msnm, mentre que el límit nord està a 460 peus d'altitud i destaca un promontori anomenat Ratcheugh Crag, que té 396 peus d'altitud i hi ha dos turons més Newton-on-the-Moor i Shilboottle, de 473 peus d'alçada. El centre de la ciutat i el castell estan a 200 peus d'alçada.

## Prehistòria
Se n'han trobat les restes de cinc poblats celtes, o potser granges celtes, amb la típica estructura circular i algunes restes de ceràmica, diversos utensilis i sepulcres en forma de cista: Highfrlaw, Chesters, Brislaw, Stoney Hills i Rugley. Alguns dels objectes trobats es poden veure al museu del castell.

## Història
la primera vegada que aquesta ciutat és esmentada en un document històric és al segle xii, amb la forma Alnawick, emprada pel cronista Richard d'Hexham.

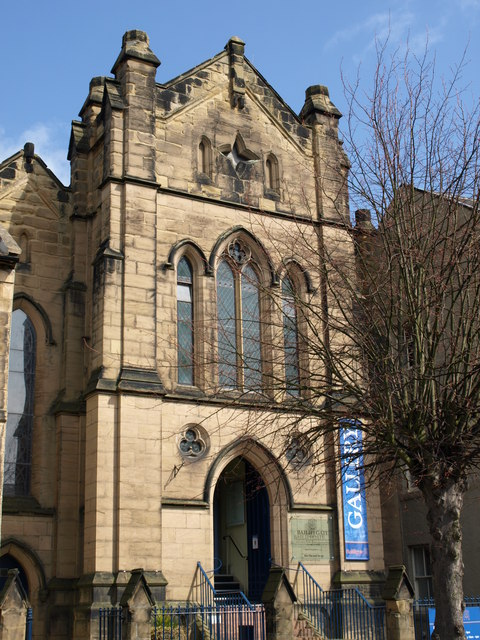
Bailifgate

La història d'Alnwick és la història del castell i dels seus senyors, el primer dels quals va ser Gilbert Tyson, designat pel Guillem el Conqueridor per protegir la frontera amb Escòcia. Després va ser propietat de la família De Vesci durant més de 200 anys, fins que el 1309 va passar a mans dels Percy.
En diversos punts de la ciutat hi ha commemoracions de les constants guerres que van lliurar els Percy contra els escocesos. Una creu situada a prop de Broomhouse Hill, a l'altra banda del riu, marca el punt on Malcolm III d'Escòcia va morir durant la primera batalla d'Alnwick (1093). A una banda de Ratten Row, un ample però ombrívol camí, entre West Lodge i Bailiffgate, hi ha una estela que assenyala el lloc on Guillem I d'Escòcia fou capturat durant la segona batalla d'Alnwick (1174) per una partida de 400 cavallers comandats per Ranulf de Glanvill.
El priorat de Hulne, situat fora de les muralles de la ciutat, es va construir al segle xiii per l'orde dels frares carmelites, que deien que aquest lloc s'assembla a l'original mont Carmel. Quan es van prohibir els monestirs, al segle xvi, va passar a mans privades i actualment les ruïnes, situades a Hillne Park formen part d'una finca del duc de Northumberland.
El 1314, sir John Felton va ser governador d'Alnwick. L'hivern del 1424, gran part de la ciutat es va destruir per un incendi causat per un atac dels escocesos. Això es va repetir el 1448 quan l'exèrcit escocès comandat per William Douglas, 8è comte de Douglas, juntament amb George Douglas, 4t comte d'Angus la van atacar.
Thomas Malory, el famós compilador de la matèria de Bretanya, va suggerir Alnwick com el possible lloc on estava el castell de Lancelot, Joyous Garde.

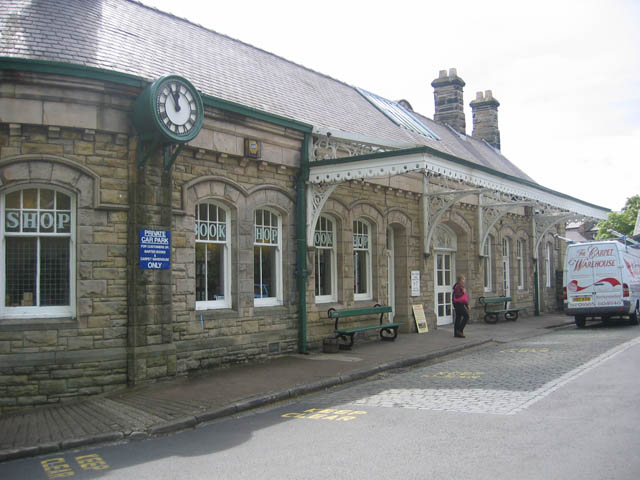
L'estació de ferrocarril

Al segle xix la ciutat va créixer descontroladament, s'hi construïen cases amb presses per allotjar els treballadors del ferrocarril o d'altres feines de temporada, sense mirar-s'hi massa en la qualitat ni en les condicions d'higiene. Un informe del departament de sanitat del 1850 va originar una sèrie de reformes urbanístiques i de sanejament que van configurar l'actual ciutat.
Durant la segona guerra mundial es va instal·lar en el territori municipal la RAF Boulmer, una antena-radar per detectar avions, que actualment fa de torre de telecomunicacions.
L'any 1968 es va construir l'enllaç que comunica Alnwick amb la carretera A1 que va de Londres a Edimburg.

## Economia
L'economia local, que antigament es basava sobretot en la ramaderia i l'agricultura, és actualment industrial.
Entre les moltes empreses situades a Alnwick n'hi ha relacionades amb temes diversos: fer programari per a màquines eina, fabricants d'equipament per a la pesca amb canya, ferreteria i objectes per a la llar, manufactures de la pell, assegurances, i venda de productes alimentaris.
A més hi ha un centre d'investigació farmacèutic de l'empresa Sanofi. Cal destacar la Barter Books, una de les botigues més grans d'Anglaterra de llibres de segona mà, situada en l'edifici de l'antiga estació de ferrocarril.
El turisme és també un sector important, atret principalment pel castell on, anualment s'hi celebra un torneig a l'estil medieval.
Alnwick ha estat escollida diverses vegades com a escenari per la indústria del cinema, per exemple va sortir en la sèrie L'Escurçó Negre, en la pel·lícula Robin Hood: Príncep dels lladres (1999) i en Harry Potter.

## Urbanisme

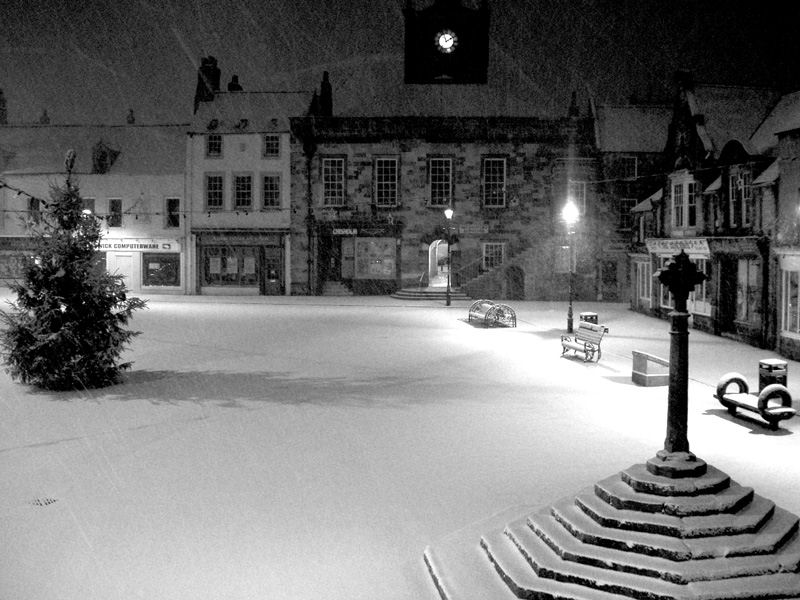
La plaça del mercat el gener del 2006.

El centre de la ciutat és la plaça del mercat, on hi ha una creu de pedra. Al voltant d'aquesta plaça estan els principals carrers comercials: Narrowgate, Fenkle Street i Bondgate Within, el darrer d'aquest és el més ample. En època medieval Alnwick estava parcialment emmurallada, ja que a causa de problemes financers les muralles no es van acabar mai. Se'n conserva una porta de la muralla, anomenada Hotspur Tower, que dona dos noms a un mateix carrer: Bondgate Within (a l'interior) i Bondgate Without (a l'exterior), i que restringeix el pas de vehicles a un sol carril emprat alternativament en direcció d'entrada o sortida. Una altra porta, anomenada Pottergate Tower, es va reconstruir al segle xviii, perquè una tempesta va destruir la part superior, bellament ornada. Fora de les muralles està l'estació de ferrocarril, un edifici ostentós tenint en compte com és de petita la ciutat, això és degut al fet que era emprada per la reialesa i membres de la noblesa quan anaven a visitar els ducs de Northumbrland; actualment és una botiga de llibres.
La ciutat té un teatre que és alhora un centre polivalent on també es fa: dansa, cinema, concerts i exposicions d'art. Però sens dubte l'edifici emblemàtic de la ciutat és el seu castell. El castell d'Alnwick és una de les residències del duc de Northumberland, i domina tota la banda oest de la ciutat. Una part de l'edifici va esdevenir, entre el 1945 i el 1975, una escola per a mestres i adults. Actualment allotja estudiants americans de la universitat de Saint Cloud State University. És també la seu d'una empresa propietat del duc: Northumberland Estates. La part no habitada del castell està oberta als visitants des de l'abril fins al setembre i els jardins tot l'any. És el segon castell habitat d'Anglaterra, pel que fa a la seva grandària, després del de Windsor.
A prop de l'entrada del castell està el Bailiffgate Museum que té una col·lecció d'objectes diversos emprats en el passat a Alnwick, alguns relacionats amb l'agricultura, altres amb la vida domèstica, altres relacionats amb el ferrocarril, amb la mineria o amb la impressió.
El 2003, es va inaugurar a Alnwick el Centre d'Esports i Lleure Willowburn, situat a la perifèria, que té una gran quantitat d'instal·lacions esportives i d'oci. S'hi pot practicar futbol, criquet, rugbi, senderisme, escalada, esports aquàtics, ciclisme i equitació. Els golfistes poden trobar tretze camps de golf a 30 minuts amb cotxe de la ciutat.
Altres llocs d'interès a Alnwick són:

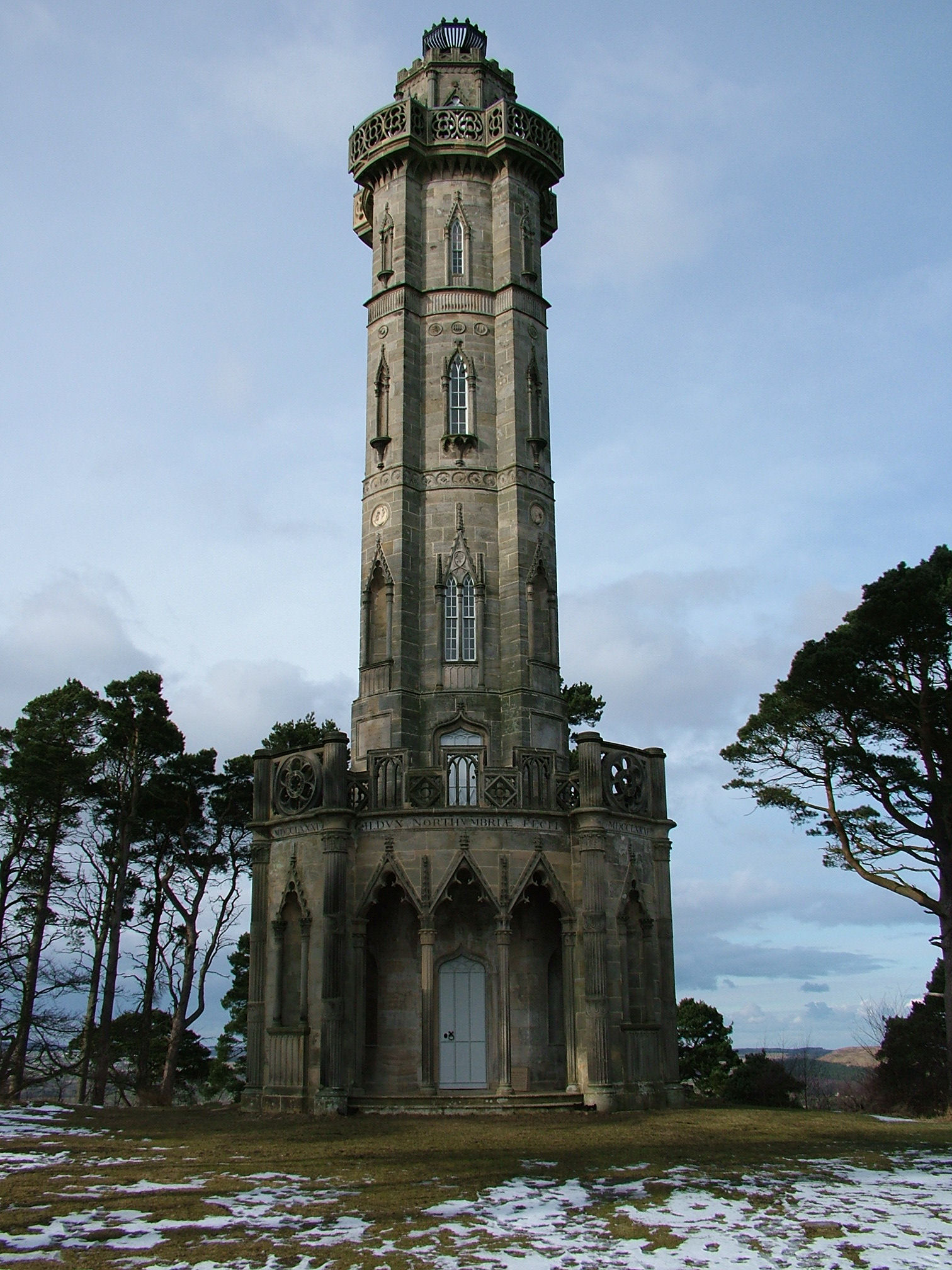
La torre Brezlee

- La torre Brizlee, dissenyada el 1777 per Robert Adam.[19]
- La columna Camphill, erigida el 1814 per celebrar les victòries d'Anglaterra contra Napoleó Bonaparte.[20][21]
- L'obelisc Swarland, un monument a l'almirall Horatio Nelson.[22]
- La columna Tenantry, que té la figura d'un lleó dalt de tot, en representació de la família Percy; els capatassos de les terres del duc van encomanar aquesta columna dòrica a un arquitecte local en homenatge al seu senyor el 1816.[23]
- El White Swan Hotel una casa de postes del segle xviii.[16]
- El Northumberland Fusiliers Museum, un museu que informa sobre un antic regiment d'infanteria de l'exèrcit britànic.[24]
- El Pinfold, que és un antic abeurador de forma circular.[25]
- L'església de sant Miquel, del segle xv.[26]

## Agermanaments
Alnwick té relacions d'agermanament amb:
- Bryne (Noruega)
- Lagny-sur-Marne (França)
- Voerde (Alemanya)